# Automolis robusta
Automolis robusta là một loài bướm đêm thuộc phân họ Arctiinae, họ Erebidae.